# Леммле, Карл
Карл Леммле (англ. Carl Laemmle; 17 января 1867, Лаупхайм — 24 сентября 1939, Беверли-Хиллз) — кинопродюсер, основатель старейшей (из существующих) американской киностудии Universal, который курировал создание более чем 400 немых фильмов.

## Дорога в Голливуд
Уроженец еврейского квартала городка Лаупхайм в Вюртемберге, Леммле эмигрировал в Америку в 17-летнем возрасте. На протяжении последующих 20 лет работал в провинциальном Ошкоше курьером в аптеке, бухгалтером, управляющим магазином одежды. Женившись на дочери босса и скопив достаточное состояние, в 1906 г. он взялся за скупку дешёвых кинотеатров, но довольно скоро столкнулся с неэффективностью существующей системы дистрибуции фильмов под эгидой монополиста Motion Picture Patents Company (MPPC).
В 1907 году Леммле основал собственную фирму Laemmle Film Service и вступил в жёсткую конкуренцию с MPPC за главенство в американской киноиндустрии. В этой борьбе его козырем стало именование исполнителей главных ролей в начальных титрах фильма, что во времена анонимных киноактёров представлялось смелым маркетинговым ходом.
В 1910 году ему удалось переманить к себе первую в истории кинозвезду, Флоренс Лоуренс. На другой день американские газеты вышли с заголовками о её трагической гибели. Вскоре, правда, выяснилось, что слухи о смерти звезды были преувеличены; эффектные рекламные трюки такого рода станут «коньком» Леммле.
Леммле считается основоположником «конвейера звёзд» (star system), на котором строился классический Голливуд. Он придумывал своим актёрам и актрисам новые имена и гламурные биографии, щедро приплачивая газетчикам за упоминание о каждом шаге «звезды». Одним из первых «продуктов» этого конвейера была Мэри Пикфорд.

## Золотые годы студии

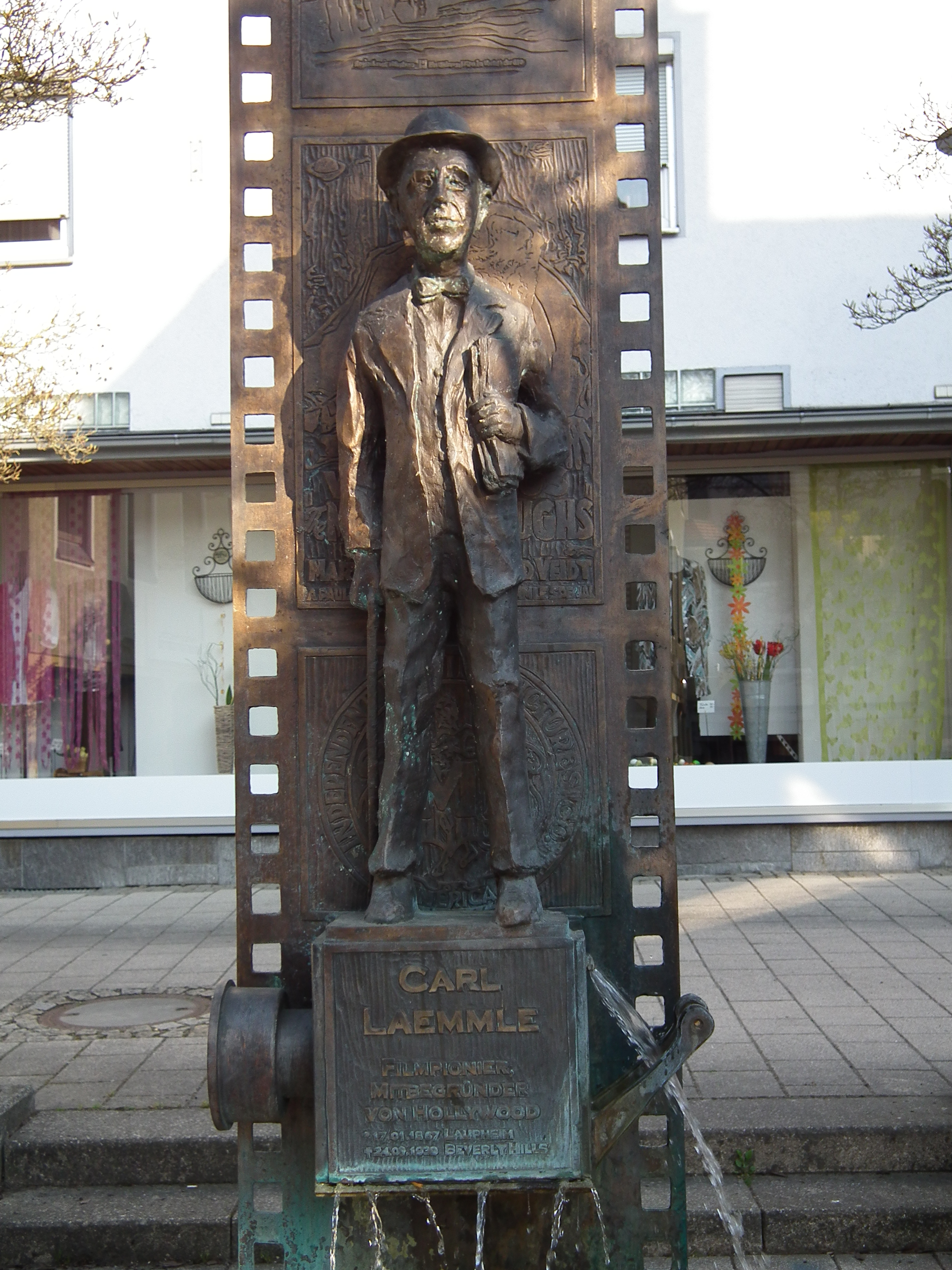
Памятник К. Леммле в Лаупхайме

В 1912 году Леммле зарегистрировал компанию Universal. Через три года в долине Сан-Фернандо в присутствии 20 000 фанатов состоялось открытие «Вселенского города» (Universal City) — площадки в 235 акров, где проходили конвейерные съёмки немых фильмов. Леммле сразу открыл доступ в свою студию для всех желающих поглазеть на то, как снимаются фильмы.
Несмотря на успех этой площадки (в то время крупнейшей в мире кино) и постоянный рост оборотов, Леммле продолжал рассматривать Universal как семейный бизнес. Под его руководством в студии работало не менее 70 родственников, многие из которых занимали ключевые посты. Среди них был и племянник Леммле — молодой кинорежиссёр Уильям Уайлер. Кино не стало для «дядюшки Карла» (Uncle Carl) единственным делом жизни: он не забывал о своих истоках и не раз навещал оставшихся в Европе родственников. Он открыл в Центральной Европе филиал своей компании, а после прихода к власти в Германии нацистов финансировал эмиграцию лаупхаймских евреев в Америку, которых к моменту его смерти в 1939 году было вывезено 300 семей. Во время пребывания Леммле в Европе делами студии занимался молодой Ирвинг Тальберг.

## Кризис кинопроизводства
В качестве подарка к дню совершеннолетия в 1928 году Леммле передал управление студией своему 21-летнему сыну Карлу-младшему. В условиях Великой депрессии младший Леммле оказался неважным руководителем. Вдохновлённый успехом «Призрака Оперы» (1925), он запустил в производство серию классических «ужастиков», но основную ставку сделал на дорогостоящие постановки вроде экранизации романа «На западном фронте без перемен» (1930) и мюзикла «Плавучий театр» (1929).
Хотя отец и сын Леммле долгое время гордились полным отсутствием долгов, провал мюзикла в прокате в сложных условиях перехода Голливуда к звуку вынудил их компенсировать убыток крупным займом. Была развёрнута программа тотальной оптимизации расходов, бюджеты новых постановок сокращены во много раз (от чего пострадали «Дракула» и «Франкенштейн»); наиболее высокооплачиваемые звёзды ушли к конкурентам. К середине 1930-х Universal перешёл в разряд производителей малобюджетных фильмов. Леммле заложили свои права на студию и вынуждены были с ней расстаться в 1936 году всего лишь за $5 млн.

## В литературе
- Вскоре после смерти киномагната Гарольд Роббинс опубликовал роман «Торговцы грёзами», основанный на собственных впечатлениях от работы у Леммле.